# Билон, Атейна
Атейна Билон (исп. Atheyna Bylon, род. 6 апреля 1989 года, Панама) — панамская боксёрша. Серебряный призёр Олимпийских игр 2024 года, чемпионка мира (2014).

## Карьера
Является офицером полиции. Билон стала серьезно заниматься боксом лишь в 19 лет. Постепенно ее результаты росли. В 2014 году ей удалось выиграть Чемпионат мира среди любителей в категории до 69 килограмм. В 2016 году спортсменка дебютировала на Олимпийских играх в Рио-де-Жанейро, но уже в своем первом бою она уступила хозяйке соревнований — бразильянке Андрее Бандейре. На следующих играх в Токио Билон вместе с легкоатлетом Алонсо Эдвардом была знаменосцем сборной Панамы на их церемонии открытия. В четвертьфинале турнира до 75 килограмм она проиграла будущей чемпионке — британке Лоурен Прайс.
В 2024 году на Олимпиаде в Париже Билон с третьей попытки вошла в число призеров. В своей категории до 75 килограмм она дошла до финала, в котором уступила китаянке Ли Цянь. Медаль Билон стала для страны всего четвертой на Олимпиадах и первой, завоеванной не в легкой атлетике. Серебро боксерши также стало первой женской наградой Панамы за всю историю игр.